# Aplidium opacum
Aplidium opacum är en sjöpungsart som beskrevs av Kott 1963. Aplidium opacum ingår i släktet Aplidium och familjen klumpsjöpungar. Inga underarter finns listade i Catalogue of Life.